# Der Pilot von der Donau

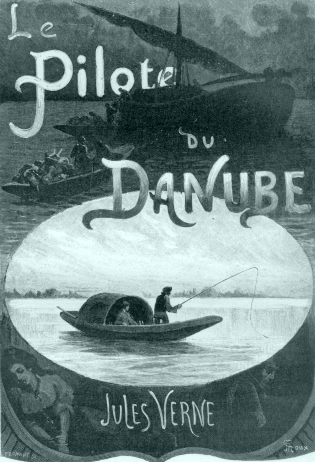
Titelseite der französischen Originalausgabe mit einer Illustration des Zeichners George Roux

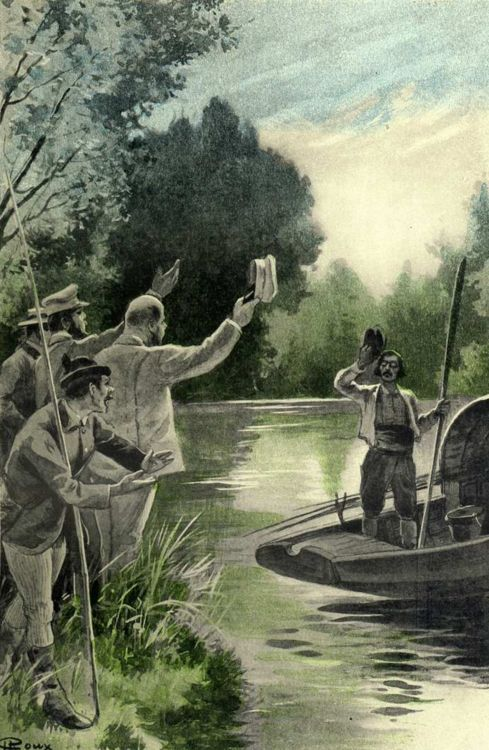
Illustration aus dem Roman von dem Zeichner George Roux

Der Pilot von der Donau (auch Der Donaulotse, Der Donauschiffer oder Der Donaupilot) ist ein Roman des französischen Autors Jules Verne, der das Manuskript 1901 geschrieben hat. Der Roman wurde erstmals 1908 posthum von dem Verlag Pierre-Jules Hetzel veröffentlicht. Eine Vorab-Veröffentlichung erschien erstmals unter dem französischen Originaltitel Le Pilote du Danube in dem Le Journal in der Zeit vom 24. September bis zum 2. November 1908.  Die erste deutschsprachige Ausgabe erschien unter dem Titel Der Pilot von der Donau im November 1908.
Der englische Titel des Romans lautet The Danube Pilot.

## Handlung
Die Menschen an den Ufern der Donau werden von einer Verbrecherbande durch Raub und Mord bedroht. Die Bevölkerung ist durch die Vorfälle beunruhigt. Die Polizei konnte die Verbrecher bisher nicht fassen. Der Detektiv Karl Dragoch erhält von einer Kommission aller Donau-Anrainer-Staaten den Auftrag die Bande mit Hilfe einer Spezialeinheit zu ergreifen.
Der Fischer Ilia Brusch, der bei einem Angelwettbewerb in Sigmaringen zwei erste Preise errungen hat, verpflichtet sich öffentlich, die Donau mit seiner Jolle flussabwärts in Richtung Schwarzes Meer zu befahren und unterwegs ausschließlich von dem Erlös frisch gefangener Fische zu leben. Ein Fremder, der sich als Tourist namens Jäger ausgibt, drängt sich Brusch in Ulm als Passagier auf. Der Freiheitskämpfer Serge Ladko, der in Bulgarien gegen die Herrschaft der Türken kämpft, wird unterdessen mit einem Verbrecher verwechselt, der seinen Namen verwendet. Bei dem reisenden Jäger handelt es sich in Wirklichkeit um den Detektiv Dragoch und Brusch ist der wirkliche Ladko. Der Verbrecher, der den Namen von Ladko verwendet, heißt in Wirklichkeit Striga und hat Ladkos Frau auf einem Schiff seiner Bande in seiner Gewalt. Die Flusspiraten werden schließlich mit der Hilfe des echten Ladko unschädlich gemacht. Dieser findet schließlich an Bord des Schiffes der Flusspiraten seine geliebte Frau wieder.

## Verfilmung Radio-Feature
- Der Donauschiffer, 1975, ungarischer Abenteuerfilm
- Bernhard Setzwein: Die schöne gelbe Donau. Ein Flussroman von Jules Verne. Bayerischer Rundfunk, 2002